# Tietoevry
Tietoevry è una società internazionale di sviluppo software, con sede in Finlandia e Svezia, fondata nel 1999.
Con oltre 16.000 esperti è attiva in più di 25 paesi ed è uno dei più grandi fornitori di servizi IT in Europa. È quotata alla Borsa di Helsinki e alla Borsa di Stoccolma.
La società lavora nei settori di banche e assicurazioni, telecomunicazioni e media, benessere e salute, boschivo ed energia, produzione e vendita al dettaglio.
Venne fondata nel 1999 come TietoEnator in quanto fusione della finlandese Tieto, esistente dal 1968, e della svedese Enator. Nel 2008 ricambiò nome in Tieto.
Nel 2019 ha acquisito la società norvegese dello stesso ramo, la Evry, mutando contemporaneamente nome in Tietoevry o TietoEvry.